# Saltopus elginensis
Saltopus elginensis è un sauropside bipede digitigrado carnivoro noto solo per scarsi frammenti fossili (impronte) trovati a Elgin (Scozia). È probabilmente uno degli antenati comuni dell'intero Dinosauria, gruppo al quale era molto prossimo.

## Descrizione

### Dimensioni
Le dimensioni dell'animale erano comprese tra 80 e 100 cm.

### Testa
Possedeva una testa lunga e dotata di una dozzine di denti affilati. Esso possedeva anche grandi cavità predisposte a contenere gli occhi, ciò ci fa pensare che avverse una vista molto acuta.

### Zampe
Le zampe posteriori lo rendevano probabilmente un grande corridore. Forse era anche in grado di saltare per sorprendere eventuali prede o per fuggire più velocemente da eventuali assalitori.